# Christian Collovà
Christian Collovà (Coblenza, 21 gennaio 1972) è un pilota di rally italiano, navigatore e campione italiano nella Coppa FIA Energie Alternative.

## Biografia
Nel 2010, su Citroën C5 alimentata a biodiesel, nel ruolo di navigatore, in coppia con il pilota Vincenzo di Bella, si è laureato campione d'Italia e vicecampione del mondo (alle spalle del francese Raymond Durand su Toyota Prius) nella Coppa FIA Energie Alternative vincendo le tappe di Monza e Franciacorta ed arrivando secondo nel Green Prix EcoTarga Florio e nell'Ecorally San Marino - Vaticano.
È stato inoltre vicecampione del mondo nel 2007 e nel 2008 alle spalle di Giuliano Mazzoni.
Oltre all'attività sportiva, svolge la professione di avvocato, specializzato in materia di proprietà intellettuale, diritto d'autore in ambito cinematografico e audiovisivo. Nel 2015 e nel 2018 è stato eletto consigliere del gruppo italiano della Associazione Letteraria ed Artistica Internazionale (ALAI Italia). Nel 2018 è stato nominato consigliere di amministrazione della Fondazione Film Commission della Regione Campania. 